# Romusha
Romusha (労務者, « travailleurs ») est un terme japonais désignant les personnes réquisitionnées pour les travaux forcés durant l'occupation japonaise des Indes néerlandaises pendant la Seconde Guerre mondiale. La bibliothèque du Congrès aux États-Unis estime que rien que sur l'île de Java, entre quatre et dix millions de romusha  furent forcés de travailler pour l'armée impériale japonaise. Environ 270 000 de ces travailleurs javanais furent envoyés dans d'autres zones conquises par les Japonais en Asie du Sud-Est. Seuls 52 000 furent rapatriés à Java.

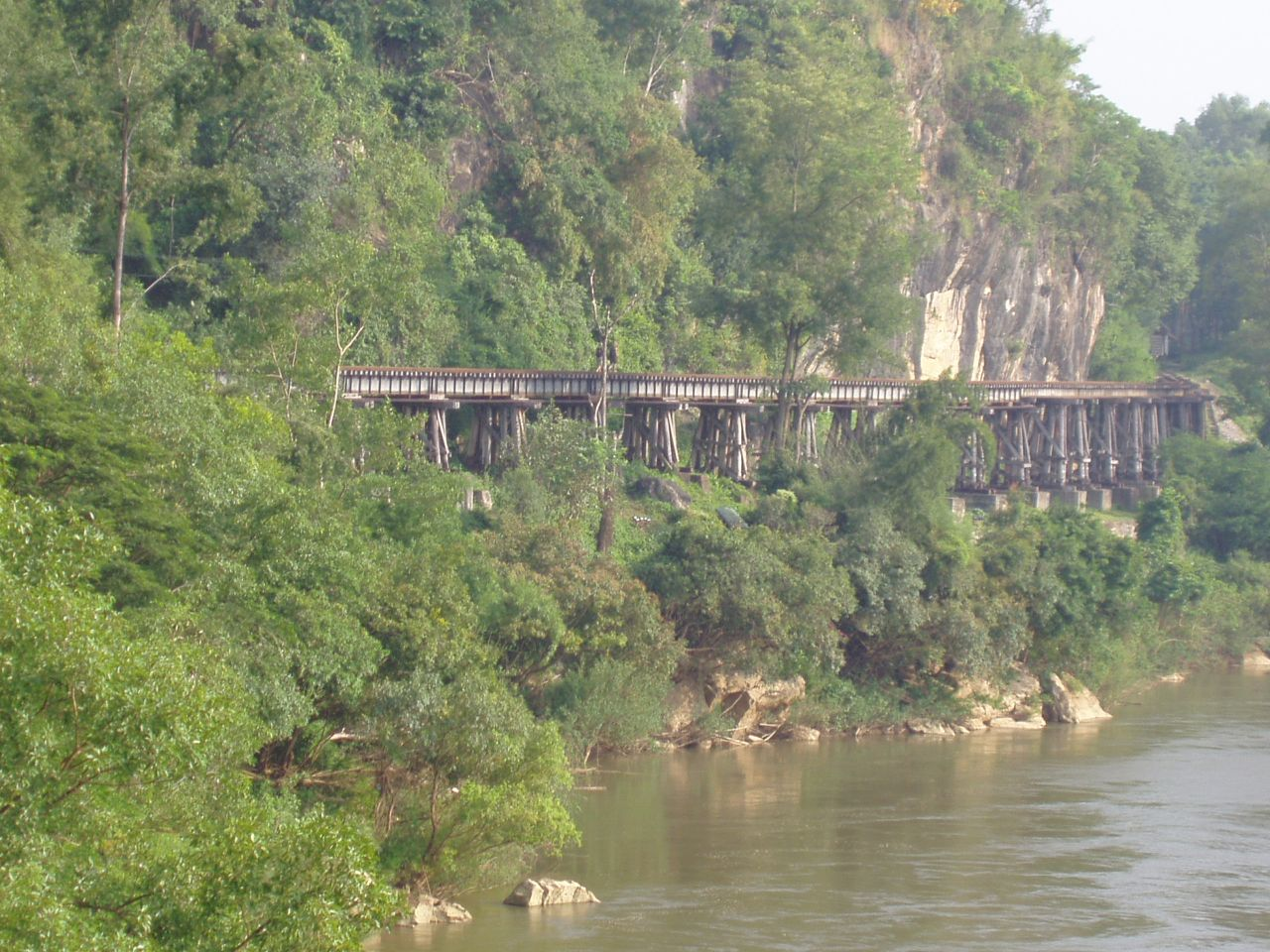
Portion de la voie ferrée de la mort construite par les romusha.

L'armée japonaise utilisa beaucoup ce genre de travailleurs forcés pour la construction de la ligne ferroviaire entre la Birmanie et la Thaïlande, surnommée la « voie ferrée de la mort », en 1942 et 1943, ainsi que la ligne Pekanbaru-Muaro à Sumatra en Indonésie. Le taux de mortalité parmi les romusha, à cause des meurtres des gardiens, de la privation de nourriture et des maladies, étaient très supérieur à celui des prisonniers de guerre alliés. Près de la moitié des romusha engagés dans la construction de la ligne ont trouvé la mort.